# Cangey
Cangey ist eine französische Gemeinde mit 1.030 Einwohnern (Stand: 1. Januar 2022) im Département Indre-et-Loire, in der Région Centre-Val de Loire. Sie gehört zum Arrondissement Loches und zum Kanton Amboise. Ihre Einwohner nennen sich die Cangéens. Die Gemeinde ist Mitglied des Gemeindeverbandes Communauté de communes du Val d’Amboise.

## Geographie
Cangey liegt etwa 29 Kilometer ostnordöstlich von Tours an der Loire, an der Cisse und seinem Nebenfluss Petite Cisse. Die Gemeinde gehört zum Weinbaugebiet Touraine-Amboise. Die Nachbargemeinden von Cangey sind Dame-Marie-les-Bois im Norden, Mesland im Osten und Nordosten, Monteaux und Veuves im Osten, Mosnes im Süden und Südosten, Limeray im Westen und Südwesten, Saint-Ouen-les-Vignes im Westen und Nordwesten sowie Autrèche im Nordwesten.

## Einwohnerentwicklung
| Jahr                      | 1962 | 1968 | 1975 | 1982 | 1990 | 1999 | 2006 | 2013 |
| Einwohner                 | 645  | 631  | 542  | 631  | 722  | 773  | 1024 | 1080 |
| Quelle: Cassini und INSEE |      |      |      |      |      |      |      |      |

## Sehenswürdigkeiten

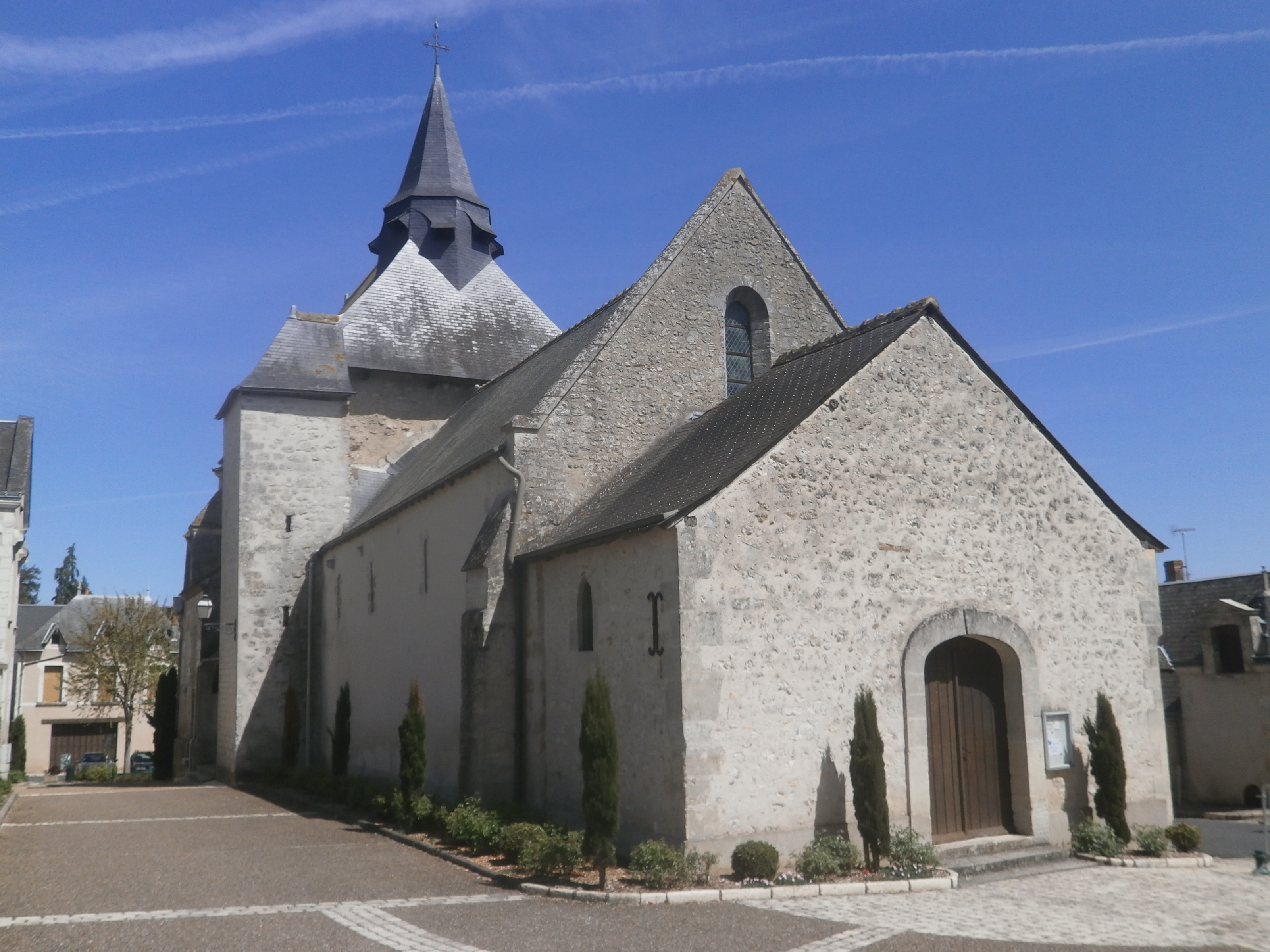
Kirche Saint-Martin

- Kirche Saint-Martin
- Menhir La Pierre de David
- Schloss Cangey